# Bernard de Chignin
Pour les articles homonymes, voir Chignin (homonymie) et Bernard II.
Bernard de Cheneio, probablement Bernard de Chignin, mort en 1222, est un moine chartreux, devenu procureur, puis prieur d'Aillon, avant d'être désigné évêque durant le XIIIe siècle. Il est fait évêque de Maurienne, puis archevêque-comte de Moûtiers-Tarentaise, sous le nom de Bernard II.

## Biographie

### Origines
Son origine est inconnue, mais certains historiens le rattachent à l'une des familles de Chignin, notamment le comte Amédée de Foras (1878), le chanoine Angley (1846) ou encore l'archiviste paléographe, Jacqueline Roubert (1961). Certains auteurs l'ont fait frère de saint Anthelme de Chignin, mais les dates ne peuvent correspondre dans la mesure où Anthelme naît en 1107,.

### Carrière ecclésiastique
Moine chartreux, il devient vers 1183 procureur de la Chartreuse d'Aillon, dans les Bauges, où de nombreux membres de familles de Chignin ont été présents. Il en est le prieur en 1189. Il est élu évêque de Maurienne, mais sans que l'on sache à quelle date précisément. Il est toutefois cité comme tel pour la première fois en 1200, puis en 1206 et 1211. Au cours de sa première année, il règle un conflit l'opposant avec le Chapitre, à propos de droits sur l'église de Saint-Julien que les chanoines s'étaient appropriés et qu'ils rétrocèdent à l'issue de la négociation. Bernard II fait intervenir l'évêque de Genève, Nantelme. En 1205, il fait confirmer par le pape Innocent III des droits obtenus du temps du roi de Bourgogne.
Il est ensuite transféré au siège archiépiscopal de Tarentaise, à Moûtiers en 1211, selon Amédée de Foras, voire 1213 (mais cela est moins probable). Selon Foras, une charte de 1215 indique qu'il s'agit de la quatrième année du prélat.
Le 18 février 1221, il intervient avec Aymon II de Faucigny pour mettre fin à un conflit opposant les familles de de Cornillon et Beaufort.

### Mort et succession
Bernard meurt en 1222,, probablement le 21 septembre 1222 selon Mugnier (1884).
Un autre chartreux aurait hérité du trône archiépiscopal, Jean dit Jean II. Cependant, le catalogue récent (Lovie, 1979) indique Herluin de Chignin comme son successeur.